# Andreas Kühn (Geistlicher)
Andreas Kühn (* 29. Mai 1624 in Dresden, Kurfürstentum Sachsen; † 30. September 1702 in Danzig, Polnisch-Preußen) war ein lutherischer Theologe. Er war Superintendent in Herzberg, Bischofswerda und Annaberg, sowie Senior des geistlichen Ministeriums in Danzig.

## Leben
Der Vater Lucas Kühn war Kaufmann in Dresden, die Mutter Margaretha geb. Graupner stammte aus Marienberg.
Andreas Kühn besuchte 1633 die Fürstenschule in Meißen und studierte ab 1637 in Wittenberg evangelische Theologie. 1638 erwarb er den Grad eines Magisters.  1642 wechselte er an die Universität Straßburg, wo er bis 1646 blieb. Bis 1649 besuchte er „die berühmtesten Academien so wohl in Franckreich als Deutschland“ (Richter).
1649 wurde er zum Superintendenten in Herzberg im Kurfürstentum Sachsen berufen. Im folgenden Jahr wurde er Lizentiat der Theologie und 1651 Doktor. Seit 1660 war Andreas Kühn Superintendent in Bischofswerda und ab 1675 in Annaberg, wo er sich ab 1681 wegen fehlender Pestprophylaxe, besonders aber wegen des Neubaus der St. Trinitatiskirche mit der Stadt entzweite. Die vorgeschlagene Stelle eines Präpositus (Probstes) in Wittenberg schlug er 1684 aus. Stattdessen erfolgte in bereits prekärer Situation im Februar 1685 seine Berufung zum  Pfarrer der Marienkirche in Danzig, wo er später Senior des dortigen geistlichen Ministeriums (erster Pfarrer) wurde. Dazu führte er die Aufsicht über das Akademische Gymnasium Danzig als Teil seines Amtes.
Dr. Andreas Kühn veröffentlichte einige theologische Schriften, die sich kritisch mit römisch-katholischen, reformierten (calvinistischen) oder pietistischen theologischen Ansichten auseinandersetzten.
Nachkommen:  
D. Jacob Andreas Kühn ("Consulent", Dresden)                                                                                                                                                                                      D. Christian Gotthelf Kühn (Senior des Gerichts in Danzig)                                                                                                                                                    Maria Salome Kühn verehel. Dornfeld (Leipzig)                                                                                                                                                           Johanna Eleonora Kühn verehl. Drachenfeld (Bramenau)